# Serie de misiles Dongfeng
Los misiles Dongfeng (en chino, 东风; pinyin, Dōngfēng Df «viento del este») es una serie de misiles balísticos de tierra a tierra de la República Popular de China y constituyen el arma principal de la Fuerza de Misiles del Ejército Popular de Liberación de China. Esta serie de misil esta numerada con el formato "东风-X" (DF-X), como Dongfeng-1 y  东风-1 (DF-1). El nombre para modelos de exportación es "MX", que también se conoce como misiles de clase M. En occidente los misiles chinos recibían la designación CSS, "China de superficie a superficie".

## Visión general
La serie de misiles Dongfeng es una gran familia con misiles con cabezas de combate tanto alto explosivo convencionales como nucleares.Pueden cubrir objetivos de corto, medio, intermedio y largo alcance. Debido a que Estados Unidos y la Unión Soviética destruyeron sus misiles balísticos de medio alcance debido al "Tratado sobre Fuerzas Nucleares de Rango Intermedio", la serie Dongfeng es actualmente la única serie de misiles balísticos terrestres que cubre varios rangos en el mundo.

## Historia

Misiles chinos de la serie Dongfeng de mayor alcance.

En 1950, Kommunist Partei China y la Unión Soviética firmaron el Tratado de Amistad, Alianza y Asistencia Mutua Sino-Soviético. El tratado estipulaba que la Unión Soviética brindaría abundante ayuda al ejército chino en I + D  militar mediante: capacitación, documentos técnicos, equipo de fabricación, etc., y otorgó una licencia de producción para algunas armas soviéticas en China. En el área de los misiles balísticos, los soviéticos transfirieron la tecnología de tres tipos de misiles: R-1, R-2 y R-11F a China.  Los primeros misiles balísticos chinos se basaron en diseños soviéticos. En 1957, la Unión Soviética cedió dos misiles R-2 a China, uno de los cuales estaba dedicado a la investigación y otro para ser replicado. China basada en los misiles soviéticos R-2 produjo el misil balístico de corto alcance Dongfeng-1. 
Poco después la colaboración fue interrumpida. Desde entonces, China ha realizado muchos avances en su tecnología de misiles balísticos y cohetes. Basado en el misil Dongfeng-1, se desarrolló el misil balístico de mediano alcance Dongfeng-2. A través del aumento gradual, se desarrolló el misil balístico de largo alcance Dongfeng-3. También está previsto desarrollar un tipo de misil balístico de largo alcance y medio alcance.
En 1963, el "Plan decenal de ciencia y tecnología de defensa" (国防科技十年规划) propuso que la segunda fase del camino desarrollaría misiles tierra-tierra intercontinentales con de cohetes de etapas múltiples. El proyecto evolucionó desde el desarrollo de cohetes de prueba de múltiples etapas hasta el desarrollo de un nuevo tipo de misil estratégico de mediano y largo alcance.
El Ministerio de Defensa Nacional, la Quinta Rama del Ministerio de Defensa Nacional, realizó una investigación sobre los enfoques técnicos que deberían adoptarse para desarrollar tales misiles. A fines de 1964, se propusieron dos esquemas: el primero consistía en desarrollar una segunda etapa, basada en misiles de medio alcance, con una ligera modificación como la primera etapa, y luego usar el motor de un solo tubo de misiles de mediano alcance como diseño de la unidad de potencia. Un misil de dos etapas; la segunda opción es desarrollar directamente misiles de largo alcance e intercontinentales, es decir, diseñar un misil de dos etapas de gran diámetro con diferentes pesos de ojivas, teniendo en cuenta los rangos de largo alcance e intercontinentales. A principios de diciembre de ese año, el subdirector, Tu Shouqi, señaló en su informe al Quinto Instituto que la sucursal prefería el primer plan, creía que las tecnologías clave de este programa no eran muchas y que podían hacer uso completo de los resultados y el equipo de proceso de los misiles de mediano alcance. Progreso, para lograr el objetivo de desarrollar misiles de largo alcance lo antes posible y realizar el lanzamiento de satélites artificiales .
Del 3 al 4 de febrero de 1965, la décima reunión del Comité Central del Comité Central confirmó que los cinco ministerios del Ministerio de Defensa Nacional (que se había formado en el Séptimo Ministerio de Industria de Maquinaria) demostraron la organización de misiles de mediano y largo alcance y presentaron un informe. Con este fin, una rama (rebautizada como el Primer Instituto de Investigación del Departamento de las Siete Máquinas) movilizó a las masas para llevar a cabo una discusión importante sobre el desarrollo de misiles tierra-tierra.
Por otra parte la familia de vehículos de lanzamiento espacial Larga Marcha tienen sus raíces en los misiles Dongfeng, el DF-4, los primeros modelos, y especialmente en el DF-5.

## Origen del nombre
El 18 de noviembre de 1957, Mao Zedong proclamó en su discurso  la Conferencia de Representantes de los Partidos Comunistas y Obreros de Moscú: "«Estimo que la situación internacional ha llegado ahora a un nuevo punto de viraje. Actualmente hay dos vientos en el mundo: el viento del Este (Dongfeng) y el viento del Oeste. Reza un dicho chino: «O el viento del Este prevalece sobre el del Oeste, o el viento del Oeste prevalece sobre el del Este.» Creo que la situación actual se caracteriza por que el viento del Este prevalece sobre el viento del Oeste. Es decir, las fuerzas del socialismo ya han llegado a ser abrumadoramente superiores a las del imperialismo».".

## Componentes de la familia
| Modelo | Código OTAN | Alcance / km | Alcance / km | combustible | descripción |
| ------ | ----------- | ------------ | ------------ | ----------- | --- |
| DF-1   | SS-2        | corto        | 600          | líquido     | Copia con licencia del misil soviético R-2. Se probó con éxito el 5 de noviembre de 1960. |
| DF-2   | CSS-1       | medio        | 1300         | líquido     | Todos fueron retirados en la década de 1980 |
| DF-3   | CSS-2       | medio        | 2800         | líquido     | La primera generación fue exportada a Arabia Saudita。 |
| DF-4   | CSS-3       | intermedio   | 4,800        | líquido     | La primera generación, probada con éxito en 1970, sirvió en la década de 1980。 |
| DF-5   | CSS-4       | largo        | 15,000       | líquido     | De lanzamiento desde silo. Ha sido reemplazado por la nueva versión Dongfeng 5B con un alcance de 15,000 km。 |
| DF-6   |             | FOBS         | Ilimitado    | líquido     | Cancelado el 30 de octubre de 1973 por dificultades técnicas。 |
| DF-11  | CSS-7       | corto        | 350          | sólido      | Ha sido exportado a Pakistán。 |
| DF-15  | CSS-6       | corto        | 600          | sólido      | Existen cuatro versiones del DF-15 / A / B / C。 |
| DF-16  | -           | medio        | 800~1000     | sólido      | Apodado "Okinawa Express"，su alcance también le posibilita atacar la isla South Reef de las islas Andamán。 |
| DF-17  | -           | medio        | 1800~2500    | sólido      | Misil con ojiva planeadora hipersónica. |
| DF-21  | CSS-5       | medio        | 1800~3000    | sólido      | Modelos DF-21 / A / B / C / D, apodado como el "asesino de portaaviones" El DF-21 también se utilizó como base para el desarrollo de los SLBM JL-1 (CSS-N-3), embarcados en los submarinos de la clase Xia. |
| DF-25  | -           | medio        | 3200         | sólido      | Derivado de Dongfeng-21D。Es un misil de dos etapas con propulsor sólido, capaz de ser lanzado desde una rampa móvil. Con un alcance de 1 700 km. En la década de 1990, el programa estuvo en silencio, incluso se pensó que se canceló en 1996. Pero en el 2000 los primeros cohetes fueron entregados al Ejército Popular de Liberación para su prueba. Incluso entonces, gran parte del desarrollo posterior permaneció oculto. La preparación operativa completa probablemente se alcanzó en 2005 |
| DF-26  | -           | intermedio   | 6000         | sólido      | La segunda generación recibe el apodo de "Guam Express"。 |
| DF-31  | CSS-9       | largo        | 8,000        | sólido      | Lanzado desde camiones pesados. La versión mejorada Dongfeng 31A tiene un alcance de 11,270 km |
| DF-41  | CSS-X-10    | largo        | 15,000       | sólido      | Existen dos versiones una de despliegue por carretera y otra de ferrocarril。 |
| DF-100 | CSS-1       | medio        | 3000         |             | Misil crucero supersónico |